# Marie-Ève Pelletier
Marie-Ève Pelletier (født 18. maj 1982 i Repentigny, Quebec, Canada) er en kvindelig professionel tennisspiller fra Canada.
Marie-Ève Pelletier højeste rangering på WTA single rangliste var som nummer 106, hvilket hun opnåede 20. juni 2005. I double er den bedste placering nummer 54, hvilket blev opnået 19. april 2010. 